# 2MASS J13322863+2635079
2MASS J13322863+2635079 ist ein zwischen 81,55 und 172,886 Lichtjahre von der Erde entfernter Brauner Zwerg im Sternbild Haar der Berenike. Er wurde 2000 von J. Davy Kirkpatrick et al. entdeckt.
Er gehört der Spektralklasse L2 an. Seine Position verschiebt sich aufgrund seiner Eigenbewegung jährlich um 0,1569 Bogensekunden.